# Języki omockie
Języki omockie, także: omotyckie – rodzina używanych głównie w Etiopii języków afroazjatyckich, przez niektórych językoznawców klasyfikowana jako podrodzina języków kuszyckich. Języki omockie zapisywane są pismem etiopskim.